# Juvigny-sur-Loison
Juvigny-sur-Loison è un comune francese di 270 abitanti situato nel dipartimento della Mosa nella regione del Grand Est.
La chiesa parrocchiale di Saint-Denis ospita una parte importante delle reliquie di Santa Scolastica: nel IX secolo furono portate da Montecassino per intervento della regina Richilde, moglie di Carlo il Calvo, che fondò a Juvigny un'abbazia femminile. Durante la Rivoluzione francese l'abbazia fu completamente distrutta e le reliquie furono traslate nella chiesa parrocchiale. 

## Società

### Evoluzione demografica
Abitanti censiti